# Реинкарнация (фильм, 2018)
«Реинкарна́ция» (англ. Hereditary, дословно — «Наследственный» или «Наследие») — американский фильм ужасов 2018 года, режиссёрский дебют Ари Астера. Премьера состоялась на кинофестивале «Санденс» 21 января 2018 года, 11 марта 2018 года фильм был показан на американском кинофестивале South by Southwest, выход в широкий прокат в России и мире состоялся 7 июня 2018 года. Бюджет фильма составил примерно 10 миллионов долларов.
Фильм рассказывает о мистической семейной драме, которая происходит с семьёй после смерти бабушки. Главные роли исполнили Тони Коллетт, Гэбриел Бирн, Алекс Вулфф и Милли Шапиро.

## Сюжет
Энни Грэхем (Тони Коллетт), художница-миниатюристка, живёт со своим мужем Стивом (Габриэль Бирн), их сыном-подростком Питером (Алекс Вулфф) и 13-летней дочерью Чарли (Милли Шапиро). Мать Энни, Эллен, умирает в возрасте 78 лет, и на её похоронах Энни произносит речь, рассказывая, что мать была чрезвычайно скрытной. Позднее Стиву звонят с кладбища и сообщают, что могила Эллен была осквернена, в это время Энни кажется, будто бы она видит Эллен в своей мастерской. Энни обращается в группу поддержки, где рассказывает, что члены её семьи, включая Эллен, страдали от психических расстройств. Брат покончил с собой, рассказывая о том, что мать пытается «засунуть в него других людей».
Питер отпрашивается у матери на вечеринку, но Энни заставляет его взять с собой младшую сестру, Чарли. На вечеринке Чарли ест шоколадный торт, не зная о том, что в нём измельчённые орехи, на которые у неё аллергия. Она впадает в анафилактический шок, и брат срочно должен доставить её в больницу. По дороге в больницу Чарли становится нечем дышать, она открывает окно в машине и высовывает в него голову. Пытаясь объехать лежащий на дороге труп животного, Питер выруливает ближе к обочине, и Чарли головой ударяется об столб. Питер до конца не осознаёт, что произошло, и в сильном шоке возвращается домой. Ложится спать, не предупредив родителей, а наутро Энни обнаруживает обезглавленное тело Чарли.

У Питера начинаются галлюцинации, в которых Чарли всё ещё находится в доме. Энни встречает одну из членов группы — Джоан (Энн Дауд). Джоан предлагает Энни помощь и даёт свой домашний адрес. Энни рассказывает, что раньше страдала от лунатизма и один раз проснулась, стоя перед кроватью Питера и Чарли. Они были облиты скипидаром, а Энни держала в руках спички. 

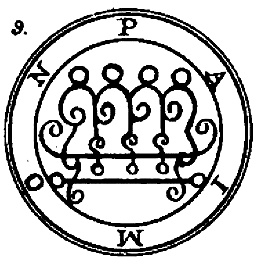
Печать Пеймона, которую Энни находит на чердаке своего дома и которая выцарапана на столбе, из-за которого умерла Чарли. Подвеску с такой же печатью носила и бабушка Эллен.

Позже Джоан рассказывает Энни, что она научилась общаться со своим умершим внуком через спиритический сеанс. Убедив Энни принять участие, она показывает, что связь с умершими реальна. Энни снится кошмар, в котором она рассказывает Питеру, что намеренно старалась спровоцировать выкидыш, когда была беременна им. Энни убеждает свою семью провести спиритический сеанс и вызвать дух Чарли. Он заканчивается тем, что сам разбивается стеклянный шкаф, а в Энни будто бы вселяется Чарли и начинает говорить своим голосом.
Энни видит, как ручка сама рисует в тетрадке Чарли своего брата Питера мёртвым. Энни понимает, что дух Чарли стал злым. Она бросает тетрадку в камин, но как только огонь распространяется на тетрадь, начинает гореть рука самой Энни. В вещах матери она находит фотоальбом, связывающий Джоан с Эллен, а также книгу, в которой Эллен выделила раздел, в котором упоминается демон Пеймон, «король Ада», который предпочитает вселяться в тела уязвимых мужчин. На чердаке Энни находит обезглавленное тело, которое она считает трупом Эллен. На стене кровью нарисована печать Пеймона. Пока Питер находится на уроке, у него начинаются галлюцинации, в результате которых он сам себе разбивает нос.
Энни показывает Стиву тело своей матери и тетрадку с рисунками Чарли, настаивая, чтобы он сжёг её. Стив отказывается, полагая, что Энни потеряла рассудок и сама принесла с кладбища труп Эллен. В итоге Энни сама бросает тетрадку в камин, но в этот момент Стив загорается и сгорает дотла. Питер просыпается, находит мёртвое тело своего отца, и его начинает преследовать теперь уже одержимая мать. Он убегает от неё и запирается на чердаке. Из темноты чердака выходят другие последователи культа, а на потолке появляется Энни, которая начинает обезглавливать сама себя проволокой. Питер старается убежать, выпрыгнув из окна, но падает и теряет сознание.
Кажется, что пульсирующий свет входит в тело Питера. Он просыпается и следует за левитирующим трупом Энни в дом на дереве, где он находит коронованную голову Чарли, покоящуюся на статуе Пеймона, в то время как Джоан, другие члены культа и безголовые трупы его матери и бабушки поклоняются ему. Он коронован Джоан, которая приветствует его как Чарли и говорит ему, что он Пеймон.

### Интерпретация сюжета
В фильме на одном из уроков, на котором находится Питер, учитель рассказывает о древнегреческой мифологии. Это сделано для того, чтобы зритель заметил схожесть сюжета фильма с древнегреческим фатализмом: «Абсолютная неизбежность, у этой семьи нет сил что-либо изменить». По этой же причине в фильме появились кукольные домики. Энни управляет маленькими фигурками и воспроизводит в миниатюре сцены из жизни, точно так же, как некие тёмные силы управляют самой семьёй Энни: «Всякая попытка хоть сколько-нибудь контролировать происходящее для них — обречена». Сцена, в которой Энни хочет сжечь тетрадку с рисунками Чарли, чтобы пожертвовать собой ради спасения сына, говорит зрителю о том, что «выбирать не ей». «Она думает, что нашла выход, что она может завершить всё, если пожертвует собой. Но нет никакого выхода, как и нет правил. У этой игры своя, злая логика».
Джоан даёт Энни заклинание для вызова духа дочери. Эта сцена должна заставить зрителя немного запутаться. Энни читает текст, думая, что это часть спиритического сеанса, на самом же деле это часть гораздо более тёмного ритуала, запланированного её матерью и другими сектантами. Энни должна сама впустить в свой дом злого духа.
С самого рождения душа Чарли была заменена Пеймоном. Следующим, в кого вселился Пеймон, стал Питер. «Чарли делает фигурки для того, чтобы создать диораму, которая послужит святилищем для Пеймона. Это также метафора того, что Пеймон делает с этой семьёй. Если вы посмотрите диораму, то увидите, что они — обезглавленные фигурки, преклоняющиеся существу с головой голубя, с короной на голове, что весьма похоже на то, что показано в последней сцене фильма».

## В ролях
- Тони Коллетт — Энни Грэхем
- Гэбриел Бирн — Стив Грэхем
- Алекс Вулфф — Питер Грэхем
- Милли Шапиро — Чарли Грэхем
- Энн Дауд — Джоан
- Мэллори Бехтель — Бриджет
- Захари Артур — латиноамериканец
- Марк Блокович — член группы поддержки
- Джейк Браун — Брендан
- Гейб Экерт — Стонер

## Производство
Во время рекламной кампании фильма режиссёр и сценарист Ари Астер говорил, что это не фильм ужасов, а «трагедия, которая превращается в кошмар». Фильмами, которые, по словам Астера, повлияли на него при создании картины, были «Ребёнок Розмари», «Шёпоты и крики», «А теперь не смотри», «Кэрри», «Обыкновенные люди». Когда Ари Астеру было 12 лет, он подслушал разговор родителей, в котором отец рассказывал матери о том, как его потряс фильм Питера Гринуэя «Повар, вор, его жена и её любовник». Астер украл кассету с фильмом из видеопроката и посмотрел ленту. «Меня задело, насколько искусственным выглядит фильм — от операторской работы до костюмов. В сухом остатке была неприкрытая ненависть Гринуэя к человечеству», — признался он позже.
Ари Астер несколько лет не мог найти продюсеров для фильма и собрать съёмочную команду, которая его бы устраивала. Съёмки фильма начались в феврале 2017 года в штате Юта. Художник-постановщик Грэйс Юн рассказала, что Ари Астер взял её в фильм из-за того, что у неё уже был опыт работы над фильмами «Я — начало» и «Первая реформатская церковь» и они не были фильмами ужасов. Астеру было важно, чтобы его картина не выглядела как типичный представитель жанра ужасов.
Экстерьеры дома семьи Грэхем и дома на дереве были сняты в Солт-Лейк-Сити, все интерьеры (включая обе версии дома на дереве) были построены с нуля на специальной сцене. Это было сделано для того, чтобы в нужные моменты стены можно было убрать для съёмок на гораздо большем расстоянии, создавая видимость кукольного домика. Созданием декораций дома занималась Грэйс Юн под чётким надзором режиссёра.
Первоначальная версия фильма была продолжительностью три часа, но дистрибьютор настоял на сокращении фильма. Было вырезано тридцать сцен. По словам Астера, фильм сохранил первоначальную задумку и ничего важного при монтаже не потерял. На DVD и BluRay режиссёрской версии фильма не будет.

## Релиз
Первый раз фильм был показан на фестивале «Санденс» 21 января 2018 года. Сразу после этого на фильм появились восторженные отзывы критиков, например Thrillist писал: «Крики в зале были почти такими же пугающими, как то, что происходило на экране», а Vanity Fair назвал фильм «страшной сенсацией Сандэнса». Официальный трейлер фильма вышел 30 января 2018 года.
В кинотеатре Event Cinemas в пригороде Инналу, Австралия, перед началом сеанса детского фильма «Кролик Питер», показали трейлер «Реинкарнации». В зале было 40 детей, родители которых попросили киномеханика остановить показ трейлера.
Официальным прокатчиком фильма в США выступила компания A24, в России — «Парадиз». 3 марта 2018 года стало известно, что в российской локализации фильм будет иметь название «Реинкарнация». В широкий прокат фильм вышел 7 июня 2018 года.

## Приём

### Кассовые сборы
«Реинкарнация» вышла в прокат на 2964 экранах и показала лучший старт среди всех релизов независимого дистрибьютора A24, ранее самым успешным фильмом в этом плане была «Ведьма» Роберта Эггерса. По итогам первой недели проката фильм занял четвёртое место в бокс-офисе США после фильмов «Дэдпул 2» (14,1 млн $), «Хан Соло. Звёздные войны: Истории» (15,7 млн $) и «8 подруг Оушена» (41,6 млн $). За первую неделю проката в России фильм заработал 24,8 млн рублей.

### Отзывы и оценки
«Реинкарнация» получила широкое признание критиков. Агрегатор рецензий Rotten Tomatoes дал картине рейтинг в 89 %, основываясь на 358 обзорах, со средним баллом 8,3/10. Агрегатор рецензий Metacritic дал ей 87 баллов из 100 возможных на базе 49 рецензий. Согласно опросам Cinemascore, зрители дали фильму среднюю оценку D+ по шкале от A+ до F. Практически все критики сошлись во мнении по поводу отлично переданной мрачной, гнетущей атмосферы фильма и потрясающей актёрской игры Тони Коллетт, возможно, лучшей в её карьере. Многие сравнили фильм с такими картинами, как «Изгоняющий дьявола», «Ребёнок Розмари» и «Ведьма». Еженедельник Time Out New York написал, что это «„Изгоняющий дьявола“ нового поколения».
Рецензент сайта HorrorZone.ru подметил некое сходство сюжета фильма с древнегреческой легендой о Геракле: «Упоминая горделивого Геракла, не обращающего внимания на знаки судьбы, режиссёр чётко даёт понять, что всё происходящее на экране есть древнегреческая трагедия, а её герои — лишь безвольные пешки в таинственных и беспощадных играх высших сил». Также автор отметил игру главной героини: «Роль Энни исполняет Тони Коллетт, и справляется она с этим великолепно. Образ получился ярким, глубоким и неоднозначным». Помимо этого, рецензент похвалил «превосходный нервирующий саундтрек» и «виртуозную операторскую работу».
Автор рецензии с сайта RussoRosso.ru, как и остальные критики, высоко оценил актёрскую игру всех главных героев, в особенности выделяя «нездешнюю внешность юной актрисы» Милли Шапиро. Также рецензент выделил «продуманный саунд-дизайн» фильма: «В конце звук превращается в многослойную какофонию и подчёркивает сюжетную кульминацию». Автор отметил, что в картине «есть мощный культовый потенциал» и что «„Реинкарнация“ так высоко подняла планку, что наверняка пропишется не только в топах 2018 года, но и вообще в истории ужасов».
Станислав Луговой, автор рецензии на фильм для журнала «Искусство кино» пишет, что самой страшной сценой в фильме является «сцена семейного ужина, в которой мать и сын намеренно провоцируют друг друга, чтобы предаться самоуничтожению, изливая один на другого ядовитые потоки обид и унизительных обвинений». Рецензент утверждает, что фильм «находится в границах классической модели готического хоррора: семья, противостоящая сверхъестественным силам», но в то же время указывает на то, что фильм гораздо глубже и показывает то, «как травмирующее чувство вины проникает в корни семейного древа, разлагая его изнутри».
Согласно данным Rotten Tomatoes, фильм «Реинкарнация» занял второе место (первое место заняла лента «Тихое место») в рейтинге лучших фильмов ужасов 2018 года. Согласно данным Metacritic, фильм возглавил рейтинг (второе место — «Тихое место») лучших фильмов ужасов 2018 года.

### Награды и номинации
- 2018 — номинация на премию Брэма Стокера за лучший сценарий (Ари Астер).
- 2019 — премия «Сатурн» за режиссёрский прорыв (Ари Астер), а также две номинации за лучший фильм ужасов и за лучшую женскую роль (Тони Коллетт).
- 2019 — две номинации на премию «Выбор критиков» за лучший научно фантастический фильм или фильм ужасов и за лучшую женскую роль (Тони Коллетт).
- 2019 — номинация на премию «Спутник» за лучший фильм — драма.
- 2019 — две номинации на премию «Независимый дух» за лучший дебютный фильм и за лучшую женскую роль (Тони Коллетт).
- 2019 — номинация на премию Лондонского кружка кинокритиков за лучшую женскую роль года (Тони Коллетт).